# Justin Florek
Justin Jacob Florek, född 18 maj 1990, är en amerikansk professionell ishockeyspelare som tillhör NHL-organisationen New York Islanders och spelar för deras primära samarbetspartner Bridgeport Sound Tigers i American Hockey League (AHL). Han har tidigare spelat på NHL-nivå för Boston Bruins och på lägre nivåer för Providence Bruins i AHL och Northern Michigan Wildcats (Northern Michigan University) i National Collegiate Athletic Association (NCAA).
Florek draftades i femte rundan i 2010 års draft av Boston Bruins som 135:e spelare totalt.